# Bo Spellerberg
Bo Spellerberg, danski rokometaš, * 24. julij 1979.
Z dansko rokometno reprezentanco se je udeležil evropskega prvenstva leta 2008 in svetovnega prvenstva v rokometu leta 2011.